# Dean Walle
Dean Walle (* 3. Mai 1970 in Osnabrück) ist ein ehemaliger deutscher Basketballspieler.

## Laufbahn
Walle spielte in der Jugend des Osnabrücker BV, für die BG Bramsche/Osnabrück in der Basketball-Bundesliga sowie für die Zweitligamannschaften des TK Hannover und Osnabrücker BV.
In der Saison 1995/96 gehörte der 1,91 Meter große Aufbau- und Flügelspieler zum Bundesliga-Aufgebot von TTL Universa Bamberg.
Nach der Basketballkarriere war Walle als Redakteur bei der Zeitschrift Basket tätig, als Spielerberater gehörten Spieler wie Robert Garrett, Steffen Hamann und Dirk Mädrich zu seinen Klienten. 2005 wanderte Walle in die Vereinigten Staaten aus, er ließ sich in Los Angeles nieder und erhielt über eine Verlosung der Green Card eine Arbeitserlaubnis. Später nahm er die Staatsbürgerschaft der USA an. Von 2007 bis 2009 war Walle für den Bundesligisten EWE Baskets Oldenburg in der Sichtung von Spielern tätig, 2009 arbeitete er entscheidend am Aufbau der deutschsprachigen Webseite der NBA mit. Als US-Korrespondent arbeitete er für deutsche Fernseh-, Internet- und gedruckte Medien. Zudem wurde er erneut als Spielerberater und -vermittler tätig.